# Цівчинський Володимир Миколайович
Володимир Миколайович Цівчинський (15 липня 1874, м. Майкоп, Адигея — †?) - полковник Армії УНР.

## Життєпис
Народився у м. Майкоп Лінійного відділу Кубанського Козацького війська. Закінчив класичну гімназію, 3-тє військове Олександрівське училище (1898), служив у 74-му піхотному Ставропольському полку (Кам'янець-Подільський, згодом — Умань). Брав участь у Російсько-японській війні, під час якої одержав два поранення. 
Закінчив Офіцерську стрілецьку школу. З початком Першої світової війни у складі 74-го піхотного Ставропольського полку вирушив на фронт, був поранений та контужений. Служив на посаді начальника команди одужуючих у Черкасах. У подальшому — помічник коменданта штабу 4-ї армії, комендант етапу військової дороги. Останнє звання у російській армії — підполковник.
У 1917 р. — один із ініціаторів українізації на Західному фронті. Був організатором та першим командиром 1-го Українського запасного полку у Києві (сформований з частини 1-го Українського козацького полку ім. Б. Хмельницького, згодом — полк ім. Дорошенка). 
У 1918–1919 рр. — член військово-наукового комітету Головного управління Генерального штабу Української Держави, згодом — Директорії. 
За Гетьманату  П. Скоропадського 4 місяці перебував в ув'язненні. У 1919 р. написав та видав книжку «Яким повинен бути Український старшина», підготував до друку книжку «Яким мусить бути Український Козак». 
З 27 серпня 1919 р. — т. в. о. штаб-старшини для доручень військового міністра УНР В. Петріва, приділений до штабу Головного Отамана. 
Станом на 5 листопада 1919 р. — на тій самій посаді при військовому міністрі  В. Сальському. 
Наприкінці листопада 1919 р. — начальник охорони Головного Отамана С. Петлюри, яка 3 грудня 1919 р. перейшла на бік отамана О. Волоха. Служив у О. Волоха начальником штабу. У ніч з 1 на 2 січня 1920 р. залишив формування О. Волоха, перебував в Умані, де мешкала родина. 
У травні 1920 р. знов з'явився на службу до Армії УНР. У листі до командування Дієвої армії УНР від 3 червня 1920 р. стверджував, що в грудні 1919 р. був силоміць взятий О. Волохом у полон.
З червня 1920 р. перебував у резерві старшин Військового міністерства УНР. З 26 липня 1920 р. — полковник. 
У 1921–1923 рр. перебував на інтернуванні у Польщі. 
Подальша доля невідома.